# Deutsche Skeleton-Meisterschaft 2001
Die 35. Deutsche Skeleton-Meisterschaft 2001 wurde am 14. Januar 2001 auf der Kombinierten Kunsteisbahn am Königssee ausgetragen. Es gab jeweils eine Veranstaltung für Damen und für Herren. Beide wurden in zwei Läufen durchgeführt.

## Männer
| Platz | Sportler         | Verein                | Zeit    |
| ----- | ---------------- | --------------------- | ------- |
| 1     | Dirk Matschenz   | BSR Rennsteig Oberhof | 1:40,54 |
| 2     | Andy Böhme       | BSR Rennsteig Oberhof | 1:40,95 |
| 3     | Willi Schneider  | WSV Königssee         | 1:41,79 |
| 4     | Anton Buchberger | BSC München           | 1:41,85 |
| 5     | Andreas Schober  | BSC München           | 1:42,48 |
| 6     | Jan Voitel       | SSV Altenberg         | 1:43,30 |
| 7     | Simon Wiesheu    | BSC München           | 1:43,77 |
| 8     | Wolfram Lösch    | RC Ilmenau            | 1:43,84 |
| 9     | Michi Halilovic  | RC Berchtesgaden      | 1:44,36 |
| 10    | Gebhard Dusch    |                       | 1:44,98 |

Am Start waren insgesamt 19 gemeldete Teilnehmer. Dirk Matschenz gewann nach einem überragenden zweiten Lauf seinen ersten Titel als Deutscher Meister, obwohl nach dem ersten Durchgang noch Andy Böhme vor ihm platziert war.

## Frauen
| Platz | Sportler          | Verein                  | Zeit    |
| ----- | ----------------- | ----------------------- | ------- |
| 1     | Monique Riekewald | BSR Oberhof             | 1:43,68 |
| 2     | Steffi Hanzlik    | SC Steinbach-Hallenberg | 1:44,25 |
| 3     | Annett Köhler     | BSR Oberhof             | 1:44,66 |
| 4     | Diana Sartor      | SSV Altenberg           | 1:44,70 |
| 5     | Melanie Riedl     | BSC München             | 1:45,08 |
| 6     | Sylvia Liebscher  | SSV Altenberg           | 1:45,81 |
| 7     | Ramona Rahnis     | SSV Altenberg           | 1:47,52 |
| 8     | Julia Eichhorn    | BSR Oberhof             | 1:47,89 |
| 9     | Anke Riekewald    | BSR Oberhof             | 1:48,33 |
| 10    | Steffi Lindner    |                         | 1:49,08 |
|       | Kati Klinzing     | BSR Oberhof             | equ.    |

Am Start waren insgesamt 13 Teilnehmerinnen. Monique Riekewald fuhr in beiden Durchgängen Laufbestzeit und sicherte sich ihren ersten Deutschen Meistertitel.